# Diogmites aberans
Diogmites aberans är en tvåvingeart som först beskrevs av Christian Rudolph Wilhelm Wiedemann 1821.  Diogmites aberans ingår i släktet Diogmites och familjen rovflugor. Inga underarter finns listade i Catalogue of Life.